# リズ・フェア
リズ・フェア（Liz Phair、1967年4月17日 - ）は、アメリカ合衆国のシンガーソングライター。
デビュー・アルバム『Exile in Guyville』が『ローリング・ストーン』誌の「500の偉大なアルバム」第56位に選ばれるなど高い評価を得ている。セカンド・アルバム『ホイップ・スマート』の楽曲「Supernova」「Don't Have Time」はグラミー賞の最優秀女性ロック・ボーカル・パフォーマンス賞にノミネートされた。2021年現在、7枚のスタジオ・アルバムを発売している。

## 経歴
リズ・フェアはアメリカ合衆国コネチカット州ニューヘイブンで生まれた。1990年にオーバリン大学を卒業してからはサンフランシスコで本格的に音楽活動を始めた。その後、『Girly-Sound』というカセット・テープを自主製作し、それがきっかけとなりマタドール・レコードと契約を結んだ。
1993年にデビュー・アルバム『Eixle in Guyville』を発表した。同アルバムの赤裸々で露骨な歌詞やインディー・ロックとポップスを合わせたサウンドが人気を集めた。
翌年、セカンド・アルバム『ホイップ・スマート』はアメリカのアルバム・チャートで27位を記録した。
2018年に『Eixle in Guyville』の25周年記念エディションが発売された。
2021年には11年ぶりとなる新作アルバム『ソーバリッシュ』が発売された。

## ディスコグラフィ

### スタジオ・アルバム
- Exile in Guyville (1993年、Matador)
- 『ホイップ・スマート』 - Whip-Smart (1994年、Matador)
- 『ホワイトチョコレートスペースエッグ』 - Whitechocolatespaceegg (1998年、Matador)
- 『リズ・フェア』 - Liz Phair (2003年、Capitol)
- 『サムバディズ・ミラクル』 - Somebody's Miracle (2005年、Capitol)
- Funstyle (2010年、Rocket Science Ventures)
- 『ソーバリッシュ』 - Soberish (2021年、Chrysalis)

## 受賞歴
1995年度
- 《第37回グラミー賞》最優秀女性ロック・ボーカル・パフォーマンス賞ノミネート

1996年度
- 《第38回グラミー賞》最優秀女性ロック・ボーカル・パフォーマンス賞ノミネート